# Gräsören, Sastmola
Gräsören  (finska Kräsoora) med Pälsynkallio är en ö i Finland. Den ligger i Bottenhavet och i kommunen Sastmola i landskapet Satakunta, i den västra delen av landet. Ön ligger omkring 47 kilometer norr om Björneborg och omkring 270 kilometer nordväst om Helsingfors.
Öns area är 33,6 hektar och dess största längd är 1,2 kilometer i sydöst-nordvästlig riktning. I omgivningarna runt Gräsören växer i huvudsak blandskog.

## Delöar och uddar
- Kräsoora 61°53′08″N 21°27′02″Ö / 61.88566°N 21.4505°Ö
- Pälsynkallio 61°53′13″N 21°26′46″Ö / 61.88703°N 21.44617°Ö